# إنصاف حيدر
إنصاف حيدر (1985) ناشطة حقوقية سعودية كندية وهي زوجة رائف بدوي.

## عن حياتها
هربت مع أبنائها إلى كندا وتزوجت رائف بدوي في السعودية عام 2001 بعد قصة حب كبيرة، وبدأت قضيته هذه عقب توجيهه انتقادات لاذعة ضد المؤسسة الدينية في السعودية من خلال مقالات ومقابلات إعلامية، الأمر الذي أثار غضب رجال الدين السعوديين، ومن بينهم عبد الرحمن البراك، عالم الدين السعودي، وعضو سابق بهيئة التدريس بجامعة الإمام محمد بن سعود الإسلامية». تجيد العربية والإنجليزية الكندية واالفرنسية الكبكية وتتحدثها بطلاقة.

## القبض على رائف بدوي
رأى عبد الرحمن البراك أنّ أقوال رائف بدوي كفرية ويجب أن يحاكم عليها، ودعاه إلى التوبة، فقالت إنصاف : «بعد ذلك تصاعدت الأصوات المنادية بالقبض على رائف ومحاكمته، فقبضت عليه السلطات السعودية بأمر من هيئة التحقيق في 12 يونيو 2012». وقالت إنصاف إنها هربت من السعودية مع أبنائها فور صدور أمر القبض، قبل شهور من اعتقاله، فسافرت إلى كندا حيث تقيم هناك حتى الآن. وأضافت: «خشيت على حياتي وحياة أبنائي، فسافرنا إلى لبنان، ثم انتقلنا إلى كندا فور القبض عليه، حيث حصلنا على تصريح بإقامة مؤقتة». وأشارت أنها أنجبت من «رائف» ابنتين وولدا، وأن زوجها أخبرها في آخر مكالمة هاتفية بينهما أن حالته المعنوية مرتفعة. وذكرت لاحدى الصحف أنها تبذل جهودا كبيرا من اجل حقوق النساء، وتوجه الكثير من الانتقادات.

## موقفها مع زوجها
تؤكد إنصاف أنها تتفق مع زوجها في ضرورة إلغاء هيئة الأمر بالمعروف والنهي عن المنكر، التي تصفها الجهات الخارجية بأنها «شرطة دينية». وكانت العديد من الهيئات الدولية والمؤسسات الحقوقية طالبت بالإفراج عن الناشط السعودي فورا احتراما لحرية الرأي. وكان محمد بدوي، والد «رائف»، أكد في العديد من اللقاءات الإعلامية أن «ابنه ملحد، مطالبا بمعاقبته على الهواء مباشرة». زوجة الناشط السعودي رائف بدوي.

## فوزها بجائزة «ساخاروف» لحرية الفكر
في 15 ديسمبر 2015 فازت إنصاف بجائزة "ساخاروف" لحرية الفكر التي منحها الاتحاد الأوروبي لبدوي، نيابة عن زوجها.